# Gewoon thujamos
Gewoon thujamos (Thuidium tamariscinum) is een mos uit de familie Thuidiaceae. Het is een algemene, kosmopolitische soort die vooral te vinden is in schaduwrijke bossen. 

## Etymologie en naamgeving
De botanische naam Thuidium is Oudgrieks voor thuja, naar de gelijkenis met de levensboom (Thuja occidentalis). De soortaanduiding tamariscinum komt uit het Latijn en betekent 'lijkend op een tamarisk'.

## Kenmerken

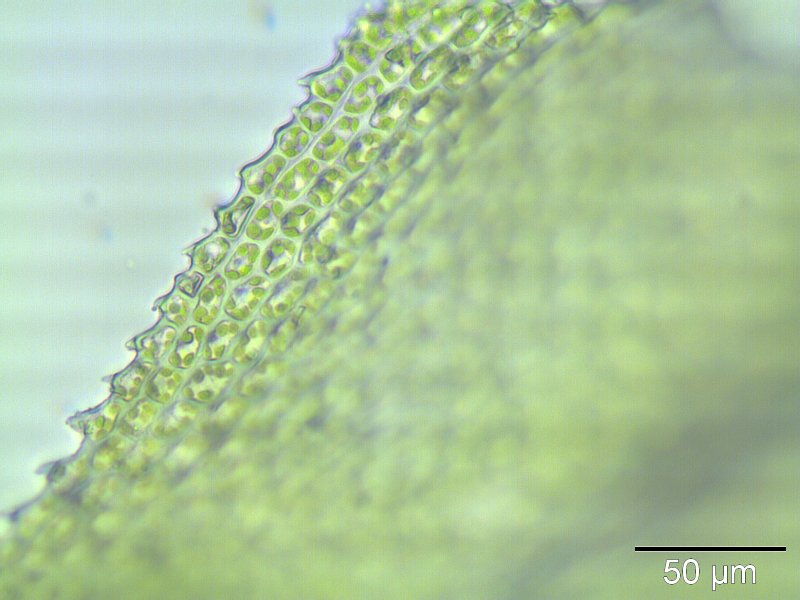
getande bladrand (400×)

Het is een mattenvormende mossoort die in etages groeit. De plant is dubbel tot drievoudig geveerd, waarbij alle vertakkingen in een plat vlak liggen zodat het geheel wat op een tweedimensionaal dennenboompje lijkt. De stengel is tot 12 cm lang, groen, en bezet met parafylliën, sterk gereduceerde blaadjes. De stamblaadjes zijn onderaan breed driehoekig, geleidelijk versmallend naar de gebogen top, geplooid, lichtgroen tot olijfgroen. De stengelblaadjes zijn eerder ovaal en korter gepunt. De bladnerf is dik en loopt door tot in de top van het blad. De bladcellen dragen elk een papil aan de rand, waardoor de bladrand fijn getand is.
Het sporenkapsel is gekromd cilindrisch. Het wordt afgesloten door een lang gesnaveld operculum.

## Ecologie
De soort groeit voornamelijk op beschaduwde plaatsen op basenrijke bodems van loof- en naaldbossen. Af en toe ook wel op dood hout en op steen.

## Verspreiding
Gewoon thujamos is algemeen voorkomend en wereldwijd verspreid in bossen van gematigde streken.
... · T. abietinum (sparrenmos) · T. assimile (zweepthujamos) · T. delicatulum (fraai thujamos) · T. recognitum (stug thujamos) · T. tamariscinum (gewoon thujamos) · ...